# Шторм и печаль
«Шторм и печаль» (англ. Storm And Sorrow) — американский телефильм 1990 года. Фильм основан на реальных событиях.

## Сюжет
Сюжет основан на реальных событиях. Молодая альпинистка Молли Хиггинс присоединяется к команде, собирающейся покорить один из пиков-семитысячников в горах Памира. Во время длительного восхождения, группу подстерегают многочисленные опасности, и не только природного характера, но и конфликты между членами команды…

## В ролях
- Лори Сингер — Молли Хиггинс
- Марсия Кросс — Марти Хой
- Тодд Аллен — Гарри Уллин
- Джей Бейкер — Боб Стрэнд
- Аньес Банфалви — Альвира Шатива
- Джон Дэвид Блэнд — Джефф Лоу
- Стивен Андерсон — Дуглас
- Иштван Фазекас — Владимир Шатива